# Corsaires français
 (août 2023).
La mise en forme du texte ne suit pas les recommandations de Wikipédia : il faut le « wikifier ».
Les points d'amélioration suivants sont les cas les plus fréquents. Le détail des points à revoir est peut-être précisé sur la page de discussion.
- Les titres sont pré-formatés par le logiciel. Ils ne sont ni en capitales, ni en gras.
- Le texte ne doit pas être écrit en capitales (les noms de famille non plus), ni en gras, ni en italique, ni en « petit »…
- Le gras n'est utilisé que pour surligner le titre de l'article dans l'introduction, une seule fois.
- L'italique est rarement utilisé : mots en langue étrangère, titres d'œuvres, noms de bateaux, etc.
- Les citations ne sont pas en italique mais en corps de texte normal. Elles sont entourées par des guillemets français : « et ».
- Les listes à puces sont à éviter, des paragraphes rédigés étant largement préférés. Les tableaux sont à réserver à la présentation de données structurées (résultats, etc.).
- Les appels de note de bas de page (petits chiffres en exposant, introduits par l'outil «  Source ») sont à placer entre la fin de phrase et le point final[comme ça].
- Les liens internes (vers d'autres articles de Wikipédia) sont à choisir avec parcimonie. Créez des liens vers des articles approfondissant le sujet. Les termes génériques sans rapport avec le sujet sont à éviter, ainsi que les répétitions de liens vers un même terme.
- Les liens externes sont à placer uniquement dans une section « Liens externes », à la fin de l'article. Ces liens sont à choisir avec parcimonie suivant les règles définies. Si un lien sert de source à l'article, son insertion dans le texte est à faire par les notes de bas de page.
- La présentation des références doit suivre les conventions bibliographiques. Il est recommandé d'utiliser les modèles {{Ouvrage}}, {{Chapitre}}, {{Article}}, {{Lien web}} et/ou {{Bibliographie}}. Le mode d'édition visuel peut mettre en forme automatiquement les références.
- Insérer une infobox (cadre d'informations à droite) n'est pas obligatoire pour parachever la mise en page.

Pour une aide détaillée, merci de consulter Aide:Wikification.
Si vous pensez que ces points ont été résolus, vous pouvez retirer ce bandeau et améliorer la mise en forme d'un autre article.
Ne doit pas être confondu avec Pirates.

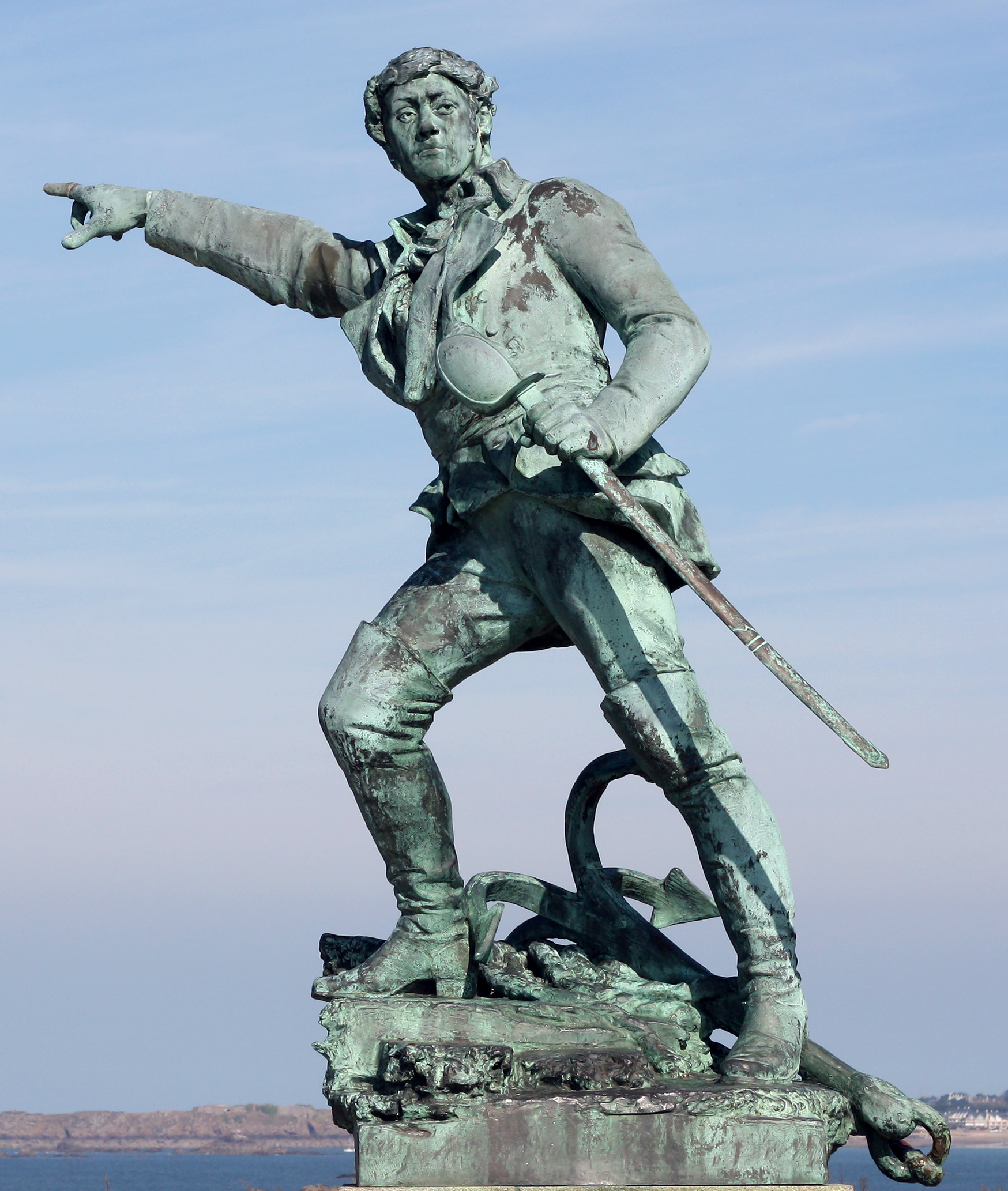
La Statue de Surcouf à Saint-Malo, désigne l 'Angleterre

Les corsaires étaient autorisés à attaquer des navires d'un état en guerre avec la France, en particulier  les navires de commerce anglais (de la perfide Albion), au nom de la couronne française. Pris à l'abordage, les navires et leur cargaison étaient saisis et vendus aux enchères. Une partie servait à payer les droits à la couronne (la lettre de marque). Le capitaine corsaire en gardait  la  grande partie pour lui-même et son équipage. Bien qu'ils ne soient pas des membres de la marine française, les corsaires étaient considérés comme des combattants légitimes, le commandant du navire corsaire était en possession d'une lettre de marque ou lettre de course, les officiers et l'équipage se conduisaient selon les règles  de guerre de l'époque.

## Étymologie
Le mot "corsaire" vient directement de l'expression française "lettre de course", le mot "corsaire" emprunté à l'italien corsaro. Cela dérive du latin cursus, qui signifie "parcours" (comme dans voyage ou expédition).

## Les corsaires illustres

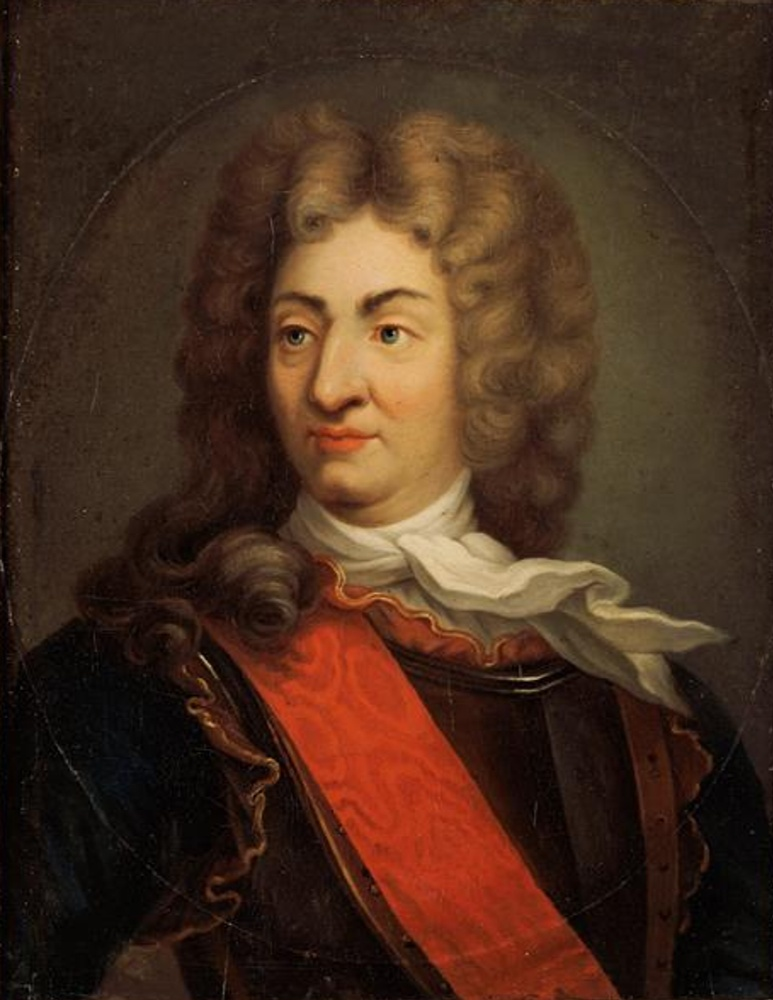
René Duguay-Trouin :  corsaire malouin
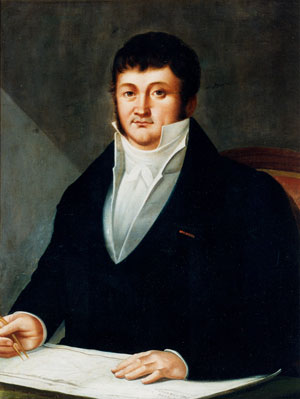
Robert Surcouf : corsaire malouin
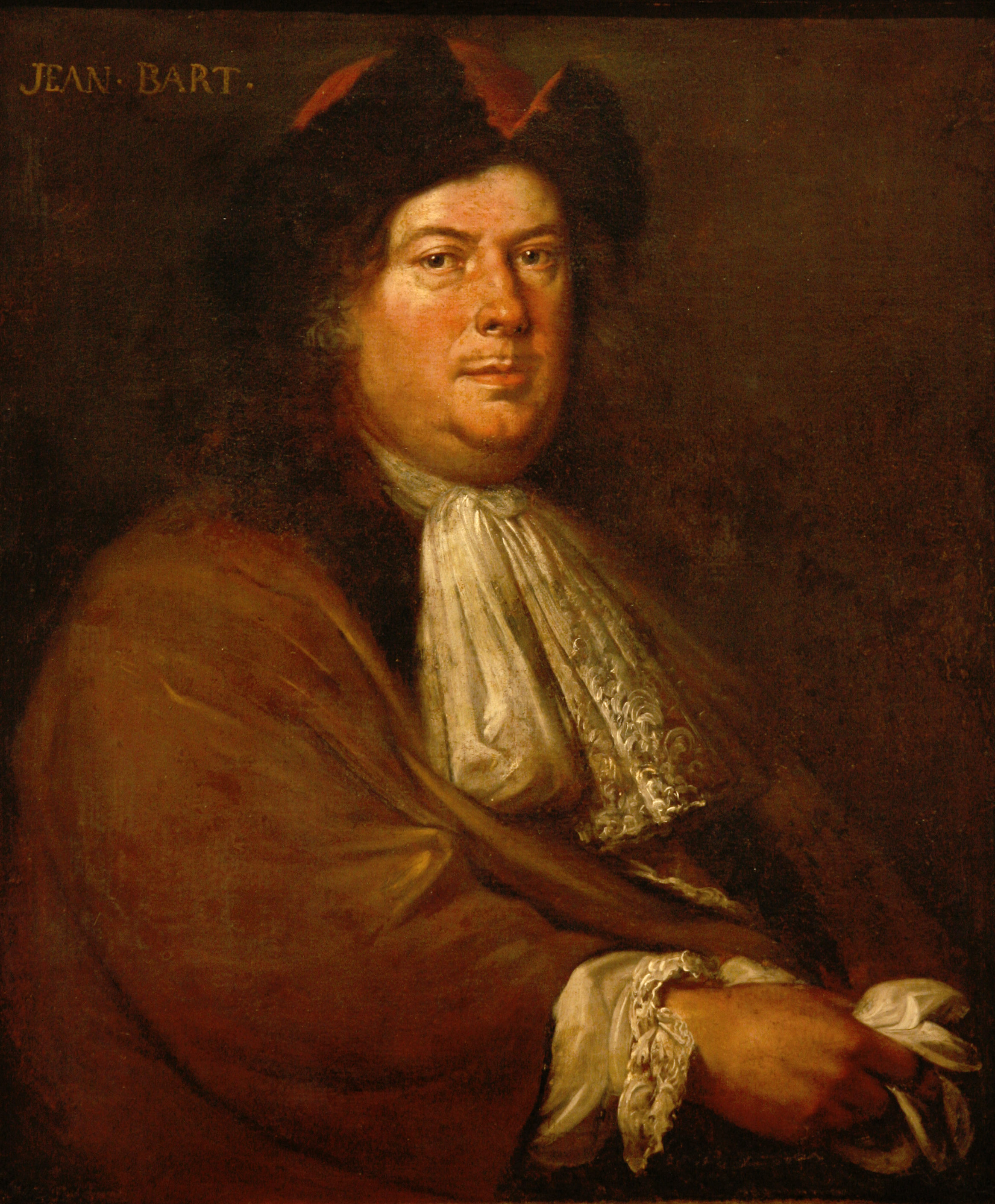
Jean Bart : corsaire dunkerquois
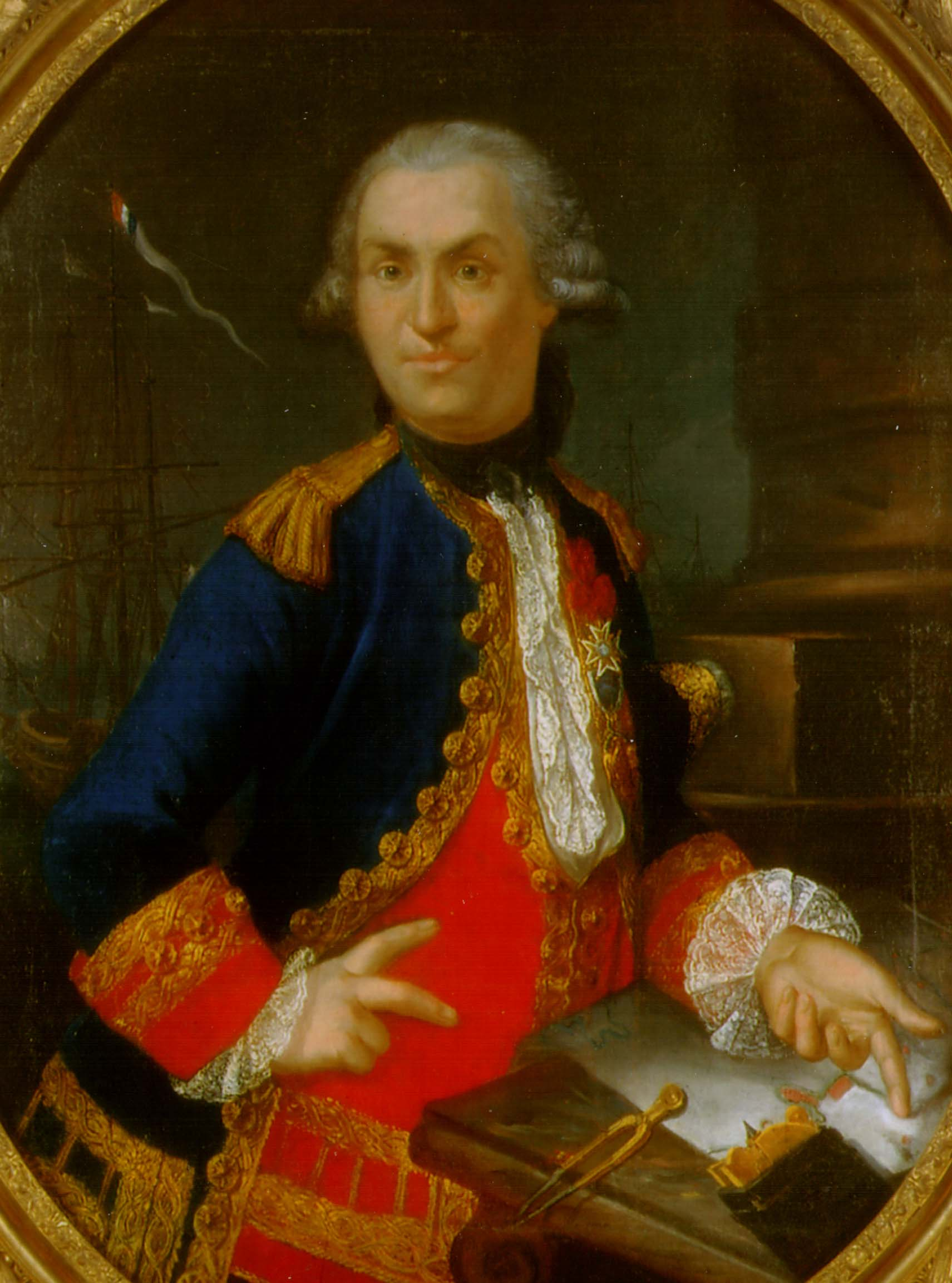
Georges-René Pléville Le Pelley  : corsaire granvillais

René Duguay-Trouin est né à Saint-Malo en 1673, et le fils d'un riche armateur a pris une flotte de 64 navires et a été honoré en 1709 pour avoir capturé plus de 300 navires marchands et 20 navires de guerre.
Il a eu une brillante carrière de corsaire et de marine et est finalement devenu "Lieutenant-Général des Armées Navales du Roi", c'est-à-dire amiral, (Français: Lieutenant-Général des armées navales du roi), et Commandeur de l'Ordre de Saint-Louis. Il mourut paisiblement en 1736.
Robert Surcouf, né le 12 décembre 1773 à Saint-Malo et mort le 8 juillet 1827 à Saint-Servan, est un corsaire et un armateur français.Embarqué dès l'âge de treize ans, il devient ensuite capitaine corsaire. Il harcèle les marines marchandes et militaires britanniques, non seulement sur les mers de l'Europe, mais aussi sur celles des Indes. Il est nommé membre de la Légion d'honneur le 26 prairial an XII (14 juin 1804). Il devient l'un des plus riches et plus puissants armateurs de Saint-Malo et un grand propriétaire terrien.
Jean Bart (Jean Bart, en flamand Jan Bart ou Jan Baert, né le 21 octobre 1650 à Dunkerque (comté de Flandre) et mort le 27 avril 1702 dans cette même ville (Flandre française), est un corsaire célèbre pour ses exploits au service de la France durant les guerres de Louis XIV.
Georges-René Le Pelley de Pléville, dit « le Corsaire à la jambe de bois », surnommé après la Révolution Pléville Le Pelley, né à Granville le 18 juin 1726 et mort à Paris le 2 octobre 1805 (à 79 ans), est un officier de marine, gentilhomme et homme politique français des XVIIIe et XIXe siècles. Il est gouverneur du port de Marseille, vice-amiral, ministre de la Marine et des Colonies du 18 août 1797 au 28 avril 1798, sénateur, chevalier de l'ordre royal et militaire de Saint-Louis et de l'ordre de Cincinnatus ; il est l'un des premiers grands officiers de l'ordre national de la Légion d'honneur.

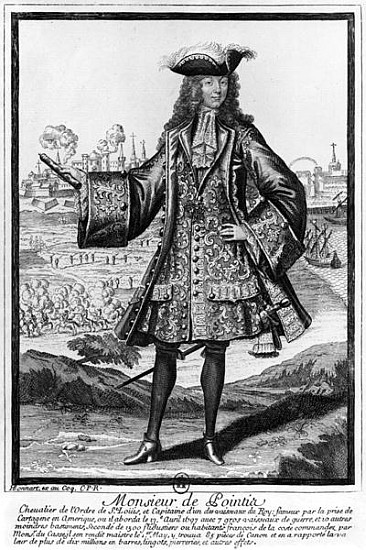
Jean-Bernard de Pointis
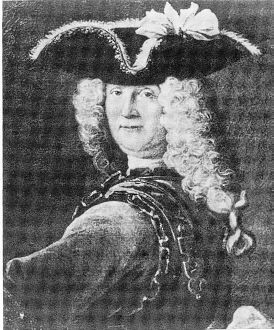
Marc Antoine de Saint-Pol
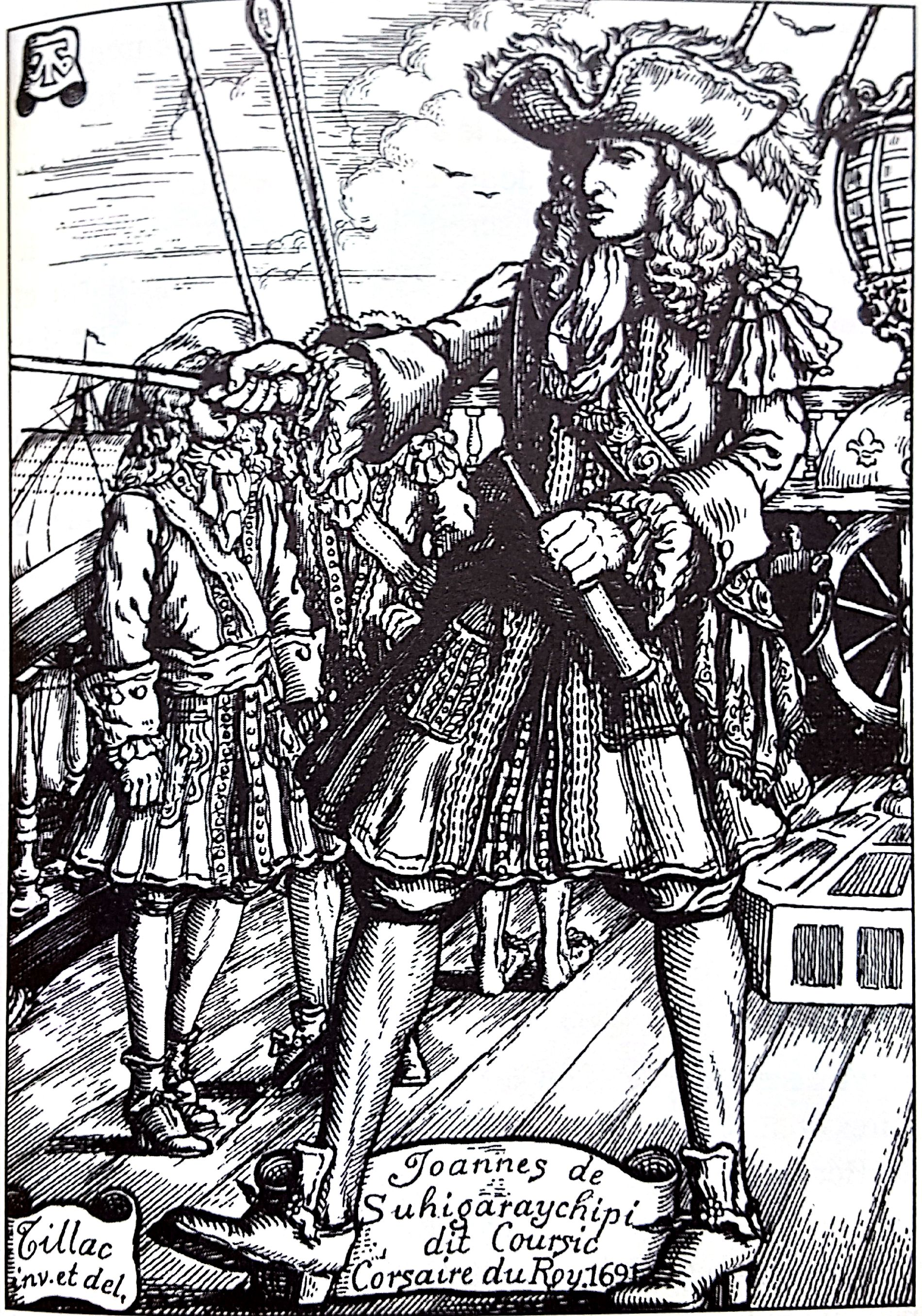
Joannis de Suhigaraychipy (1643-1694)
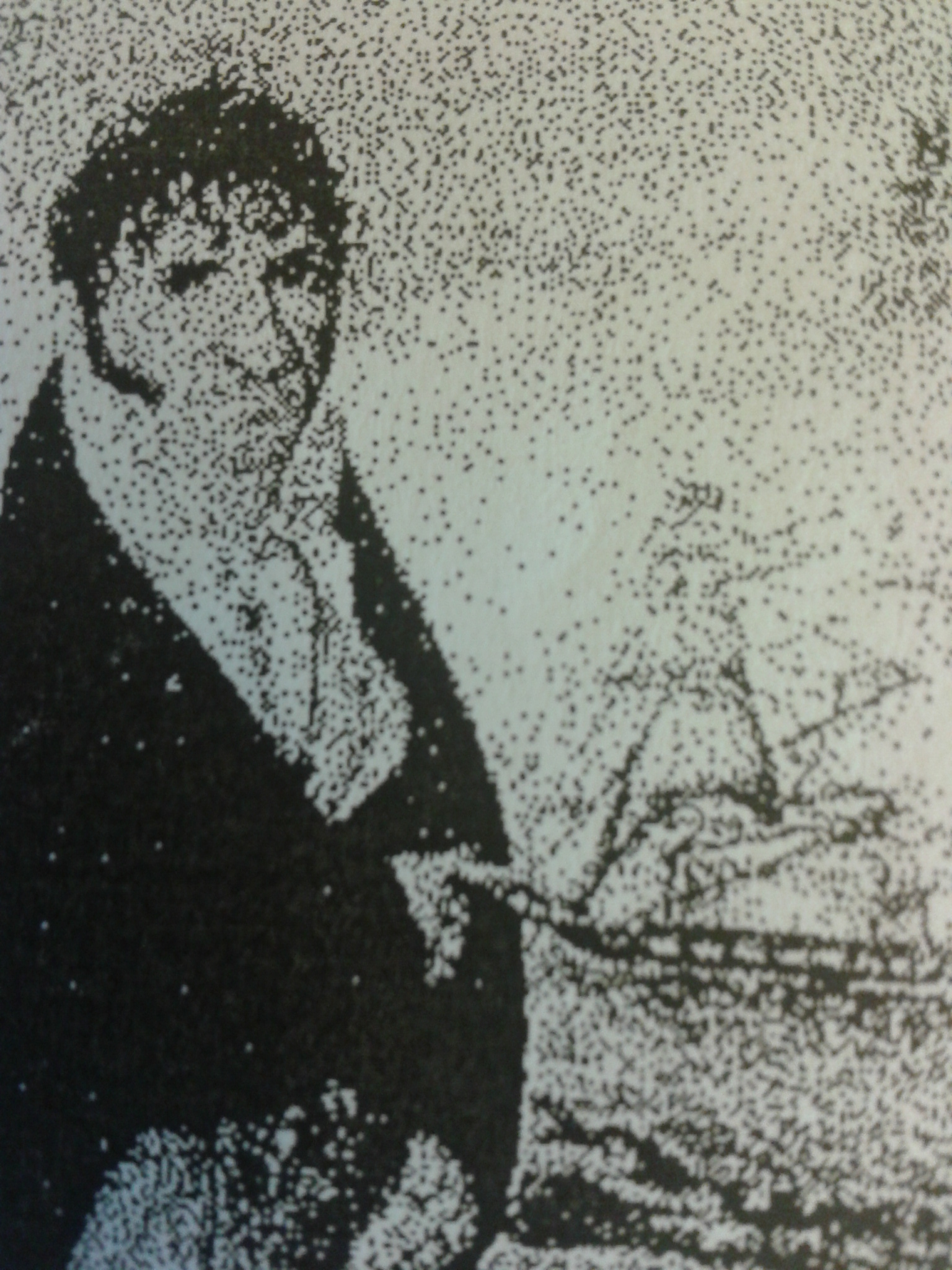
Joseph PRADERE-NIQUET (1774-1825)
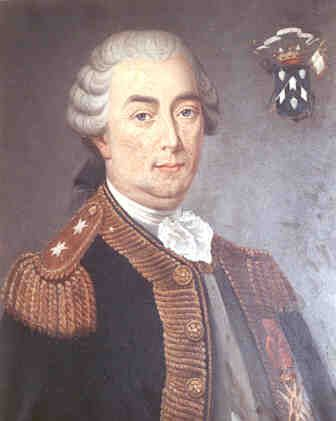
Julien Pépin de Belle-isle (1708-1785)
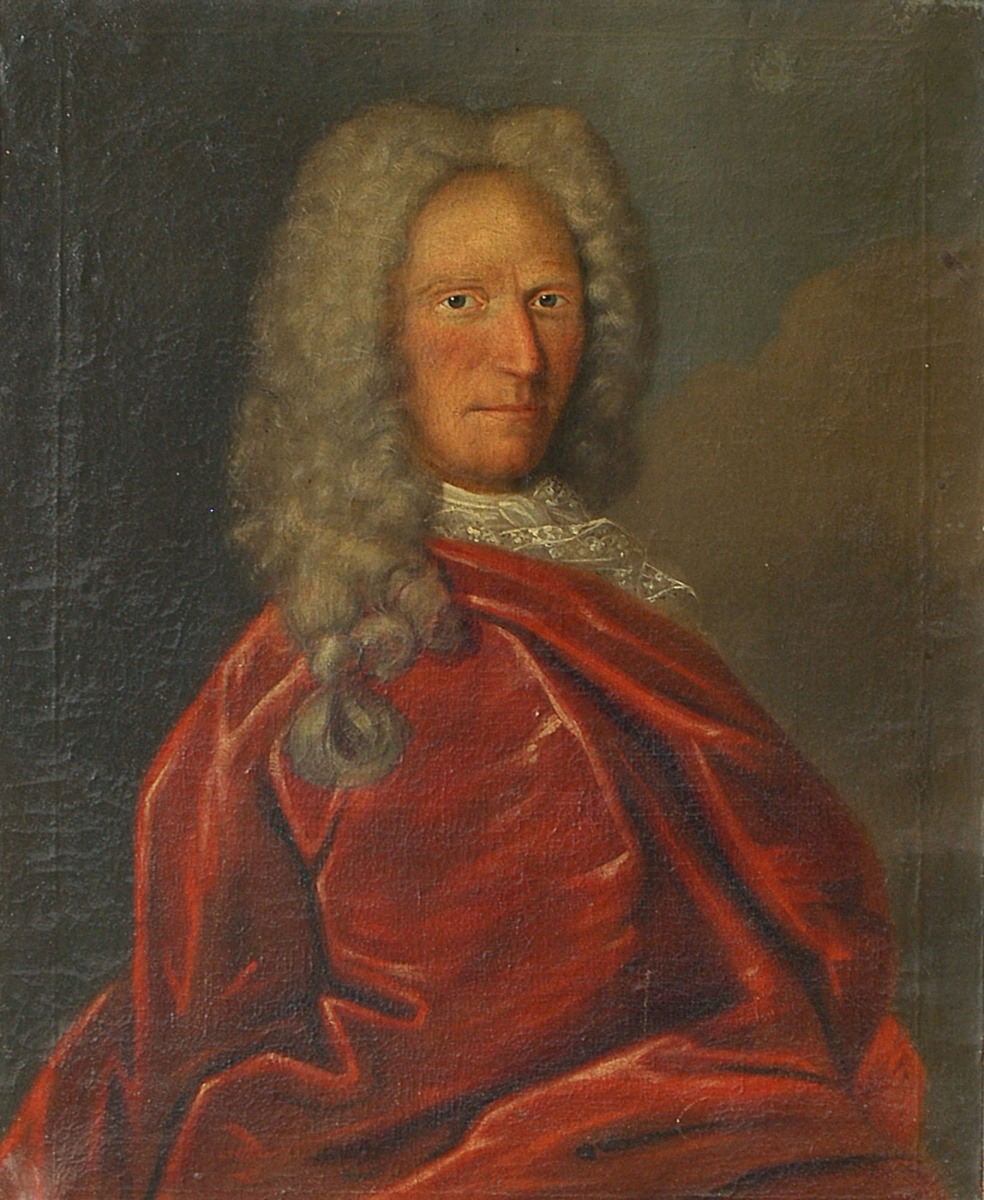
Michel, Joseph Dubocage de Bléville (1676-1727)

Jean-Bernard Louis de Saint-Jean, baron de Pointis, seigneur de Champigny-Chamussay et Sainte-Julitte, dit Jean-Bernard de Pointis, né à Vouvray en Touraine le 7 octobre 1645 et mort à Champigny le 24 avril 1707, est un officier de marine et corsaire français du XVIIe siècle. Formé par Duquesne et Tourville, il s'illustre par la prise de Carthagène, le 2 mai 1697. Il termine sa carrière avec le grade de chef d'escadre des armées navales.
Marc-Antoine de Saint-Pol, seigneur de Hécourt, dit le « chevalier de Saint-Pol », né en 1665 probablement à Souzy-la-Briche (Essonne) et tué au combat le 31 octobre 1705, est un officier de marine et aristocrate français du XVIIe siècle. Compagnon d'arme du célèbre corsaire dunkerquois Jean Bart, il est capitaine de l'escadre des vaisseaux du roi à Dunkerque. Il donna son nom à la ville voisine : Saint-Pol-sur-Me
Joannis de Suhigaraychipy, dit Croisic, né vers 1643 à Hendaye et mort au large de Terre-Neuve le 10 septembre 1694, est un marin et corsaire français ayant servi sous Louis XIV.